# Feng-chuang (Chu-nan)
Feng-chuang (čínsky pchin-jinem Fènghuáng Xiàn, znaky zjednodušené 凤凰县, tradiční 鳳凰縣) je okres patřící k čínskému autonomnímu kraji Siang-si, jenž leží na východě provincie Chu-nan. Okres byl pojmenován podle mytického ptáka Feng-chuanga.
Okres Feng-chuang se nachází na jižním okraji Siang-si a na východě sousedí s provincií Kuej-čou, přesněji s obvodem Pi-ťiang a autonomním okresem Sung-tchao v městské prefektuře Tchung-žen. Na severu sousedí s okresy Chua-jüan a Ťi-šou, na západě s okresem Lu-si a na jihozápadě s autonomním okresem Ma-jang. Okres má rozlohu 1 745 km2 a v roce 2015 měl 428 294 registrovaných obyvatel. Pod svou jurisdikcí má 13 městysů a čtyři obce, přičemž hlavním městem je starobylé Tchuo-ťiang.

## Historie

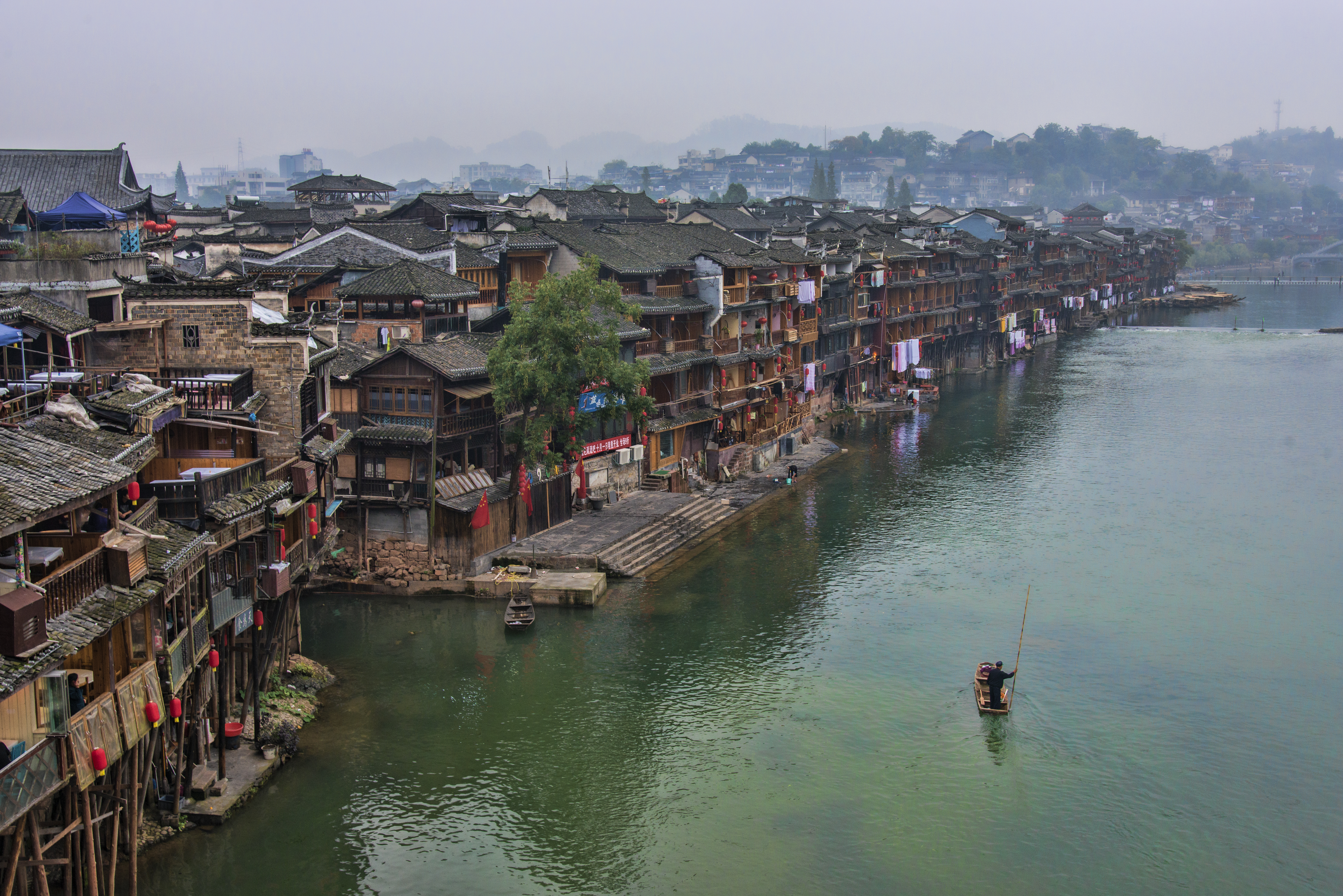
Pohled na starobylé město Feng-chuang z Rudého mostu

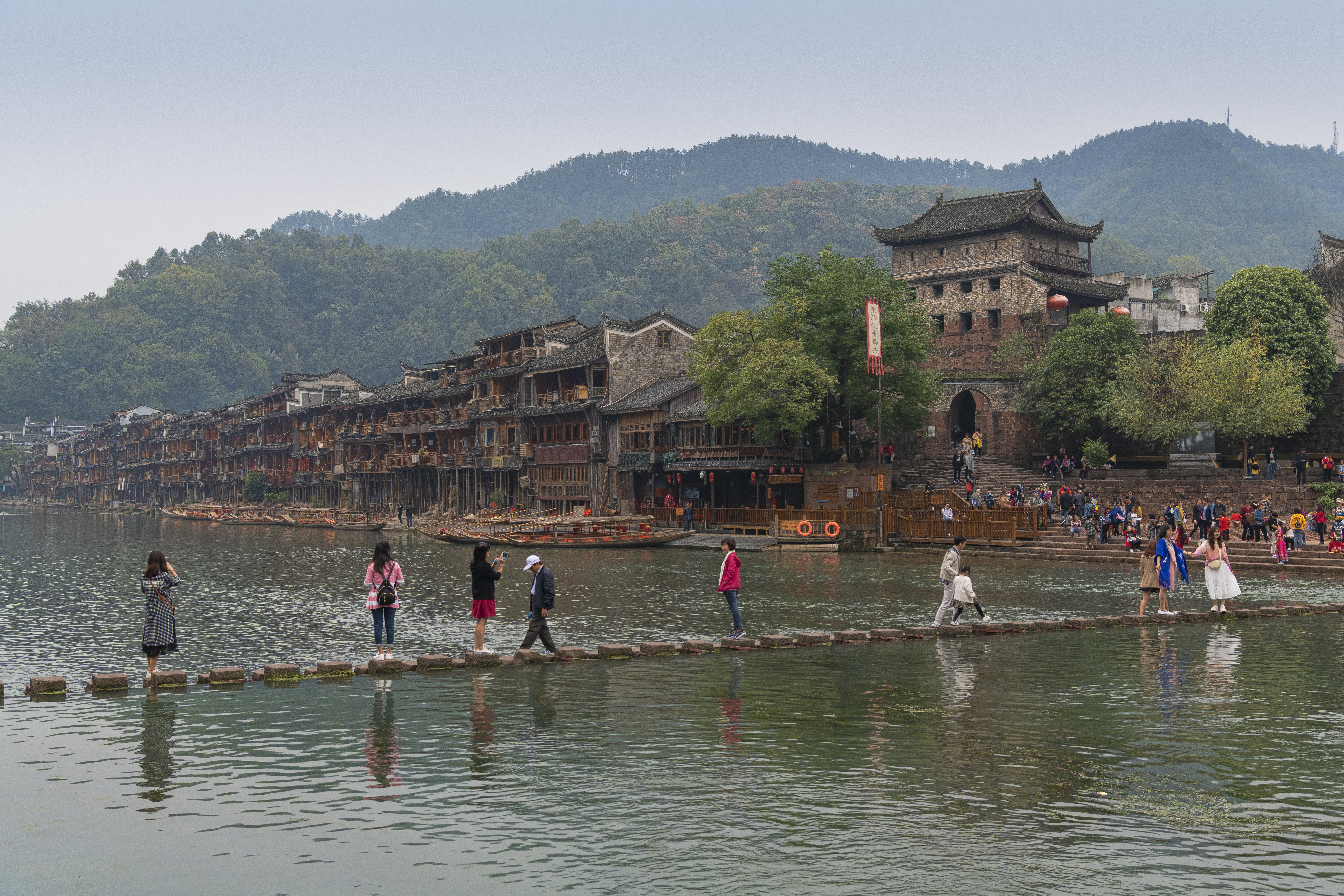
Přechod řeky ve starobylém městě Feng-chuang

Oblast Feng-chuang má výjimečně dobře zachovalé starobylé město, které ukrývá jedinečné etnické jazyky, zvyky, umění a také mnoho výrazných architektonických pozůstatků dynastie Ming a Qing. Město je umístěno v horském prostředí a protéká jím řeka Tchuo-jiang. Více než polovina obyvatel města spadá k menšinám Miao nebo Tchujia. Bylo to centrum neúspěšného povstání Miao v letech 1854-73, které během posledních dvou století vytvořilo diasporu Miao v jihovýchodní Asii. Město je uctíváno ve svých tradicích, pohřebních obřadech Miao a je umístěno u Velké čínské zdi v jižní Číně (中国南方长城; 中國南方長城; Zhōngguó Nánfāng Chángchéng), opevnění postavené dynastií Ming na ochranu místních Číňanů Chan před útoky Miao.
Po roce 1913 se název města změnil z Zhen'gan (鎮筸) na Feng-chuang.
Starobylé město Feng-chuang bylo 28. března 2008 přidáno na předběžný seznam světového dědictví UNESCO v kategorii Kultura. Toto starobylé město bylo považováno novozélandským spisovatelem Rewi Alleyem za nejkrásnější město v Číně. Bylo postaveno v roce 1704 a má 300 letou historii. Starobylé město je místem shromáždění etnických menšin Miao a Tchujia.

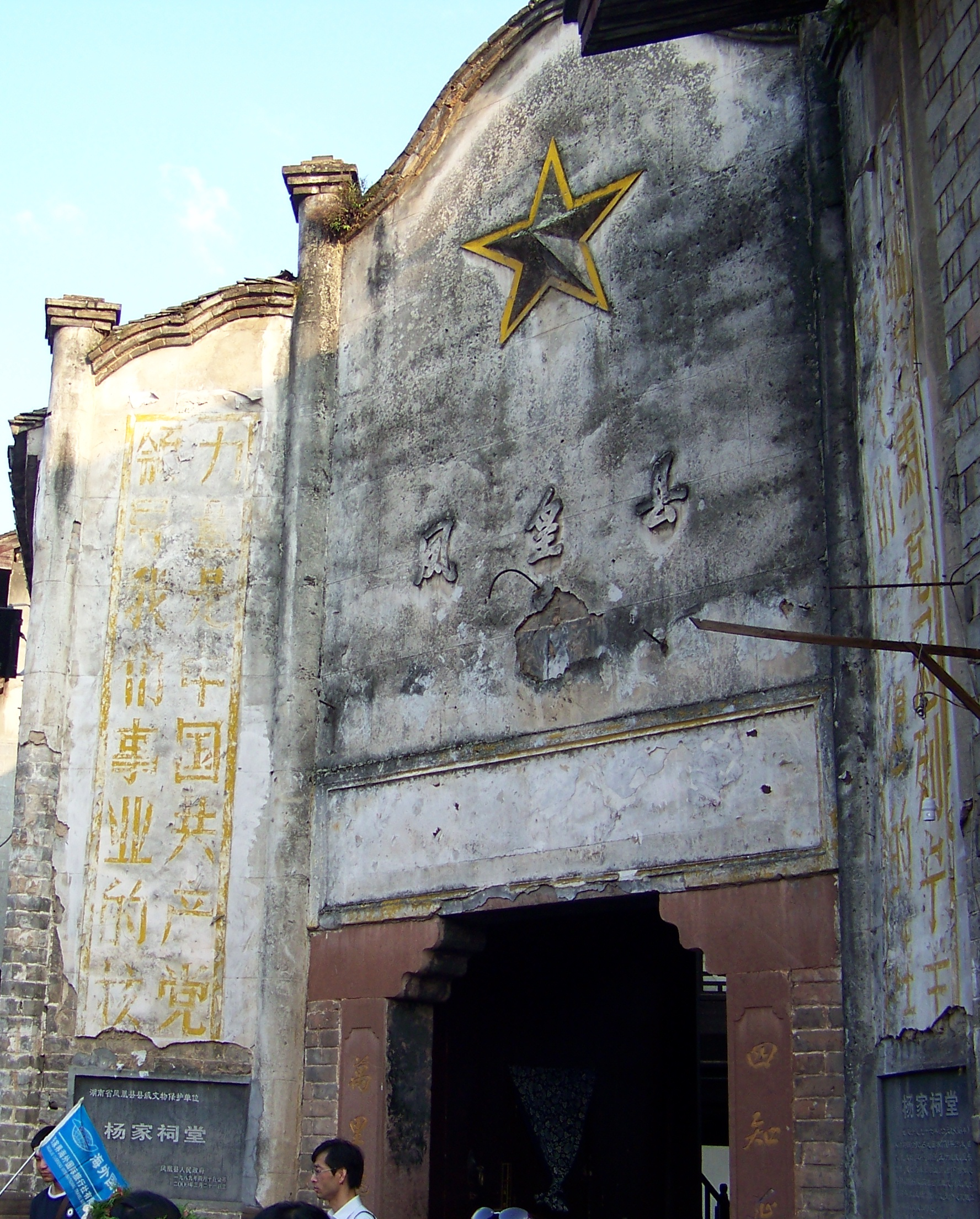
Brána do vládního úřadu postavená ve 20. letech 20. století. Nápis na vrcholu brány hlásá „ Oblast Feng-chuang“

Město bylo poškozeno povodní v červenci 2014.

## Významné osobnosti
- Šen Cchung-wen – moderní spisovatel, jenž byl dvakrát nominovaný na Nobelovu cenu za literaturu.
- Chuang Jung-jü – malíř

## Doprava
Nejbližší letiště leží v městské prefektuře Tchung-žen a je vzdáleno 34 km od Tchuo-ťiangu. Do okresu Feng-chuang je možné se dostat též z Mezinárodního letiště Čang-ťia-ťie Che-chua či železniční stanice Chuaj-chua nan. V roce 2022 byl otevřen Fengchuangský maglev spojující železniční stanici Feng-chuang ku-čcheng, jež se nachází ve městě Tchuo-ťiang, na vysokorychlostní trati Čang-ťia-ťie–Ťi-šou–Chuaj-chua s Feng-chuang teng-taj.

## Podnebí
| Feng-chuang (normální hodnoty 1991–2020, extrémy 1981–2010) – podnebí | Feng-chuang (normální hodnoty 1991–2020, extrémy 1981–2010) – podnebí | Feng-chuang (normální hodnoty 1991–2020, extrémy 1981–2010) – podnebí | Feng-chuang (normální hodnoty 1991–2020, extrémy 1981–2010) – podnebí | Feng-chuang (normální hodnoty 1991–2020, extrémy 1981–2010) – podnebí | Feng-chuang (normální hodnoty 1991–2020, extrémy 1981–2010) – podnebí | Feng-chuang (normální hodnoty 1991–2020, extrémy 1981–2010) – podnebí | Feng-chuang (normální hodnoty 1991–2020, extrémy 1981–2010) – podnebí | Feng-chuang (normální hodnoty 1991–2020, extrémy 1981–2010) – podnebí | Feng-chuang (normální hodnoty 1991–2020, extrémy 1981–2010) – podnebí | Feng-chuang (normální hodnoty 1991–2020, extrémy 1981–2010) – podnebí | Feng-chuang (normální hodnoty 1991–2020, extrémy 1981–2010) – podnebí | Feng-chuang (normální hodnoty 1991–2020, extrémy 1981–2010) – podnebí | Feng-chuang (normální hodnoty 1991–2020, extrémy 1981–2010) – podnebí |
| Období                                                                | leden                                                                 | únor                                                                  | březen                                                                | duben                                                                 | květen                                                                | červen                                                                | červenec                                                              | srpen                                                                 | září                                                                  | říjen                                                                 | listopad                                                              | prosinec                                                              | rok                                                                   |
| --------------------------------------------------------------------- | --------------------------------------------------------------------- | --------------------------------------------------------------------- | --------------------------------------------------------------------- | --------------------------------------------------------------------- | --------------------------------------------------------------------- | --------------------------------------------------------------------- | --------------------------------------------------------------------- | --------------------------------------------------------------------- | --------------------------------------------------------------------- | --------------------------------------------------------------------- | --------------------------------------------------------------------- | --------------------------------------------------------------------- | --------------------------------------------------------------------- |
| Nejvyšší teplota [°C]                                                 | 25,1                                                                  | 29,3                                                                  | 34,2                                                                  | 34,3                                                                  | 35,5                                                                  | 36,7                                                                  | 38,5                                                                  | 38,6                                                                  | 39,0                                                                  | 35,8                                                                  | 31,0                                                                  | 22,8                                                                  | 39,0                                                                  |
| Průměrné denní maximum [°C]                                           | 8,3                                                                   | 11,0                                                                  | 15,6                                                                  | 21,7                                                                  | 25,9                                                                  | 28,9                                                                  | 32,1                                                                  | 32,2                                                                  | 28,2                                                                  | 22,1                                                                  | 16,8                                                                  | 11,0                                                                  | 21,2                                                                  |
| Průměrná teplota [°C]                                                 | 4,8                                                                   | 7,0                                                                   | 11,0                                                                  | 16,6                                                                  | 20,8                                                                  | 24,3                                                                  | 27,1                                                                  | 26,7                                                                  | 22,8                                                                  | 17,3                                                                  | 12,1                                                                  | 7,0                                                                   | 16,5                                                                  |
| Průměrné denní minimum [°C]                                           | 2,5                                                                   | 4,4                                                                   | 8,0                                                                   | 13,1                                                                  | 17,4                                                                  | 21,1                                                                  | 23,5                                                                  | 23,1                                                                  | 19,4                                                                  | 14,4                                                                  | 9,3                                                                   | 4,4                                                                   | 13,4                                                                  |
| Nejnižší teplota [°C]                                                 | −6                                                                    | −4,6                                                                  | −0,9                                                                  | 3,1                                                                   | 7,2                                                                   | 13,0                                                                  | 16,5                                                                  | 15,9                                                                  | 11,7                                                                  | 3,5                                                                   | −1,9                                                                  | −4,5                                                                  | −6                                                                    |
| Průměrné srážky [mm]                                                  | 51,6                                                                  | 55,9                                                                  | 85,9                                                                  | 126,0                                                                 | 195,5                                                                 | 241,1                                                                 | 202,2                                                                 | 123,0                                                                 | 81,8                                                                  | 93,8                                                                  | 63,9                                                                  | 37,1                                                                  | 1 357,8                                                               |
| Dní se srážkami                                                       | 13,3                                                                  | 13,2                                                                  | 16,6                                                                  | 17,1                                                                  | 16,7                                                                  | 16,0                                                                  | 12,4                                                                  | 10,9                                                                  | 9,3                                                                   | 12,7                                                                  | 10,5                                                                  | 10,8                                                                  | 159,5                                                                 |
| Dní se sněžením                                                       | 6,1                                                                   | 3,6                                                                   | 0,8                                                                   | 0,1                                                                   | 0                                                                     | 0                                                                     | 0                                                                     | 0                                                                     | 0                                                                     | 0                                                                     | 0,1                                                                   | 2,0                                                                   | 12,7                                                                  |
| Relativní vlhkost [%]                                                 | 79                                                                    | 79                                                                    | 80                                                                    | 81                                                                    | 83                                                                    | 85                                                                    | 81                                                                    | 79                                                                    | 79                                                                    | 81                                                                    | 80                                                                    | 76                                                                    | 80                                                                    |
| Slunečných hodin                                                      | 45,9                                                                  | 50,0                                                                  | 66,8                                                                  | 93,7                                                                  | 111,5                                                                 | 108,3                                                                 | 186,5                                                                 | 189,6                                                                 | 134,8                                                                 | 101,0                                                                 | 87,8                                                                  | 70,7                                                                  | 1 246,6                                                               |
| Sluneční svit [%]                                                     | 14                                                                    | 16                                                                    | 18                                                                    | 24                                                                    | 27                                                                    | 26                                                                    | 44                                                                    | 47                                                                    | 37                                                                    | 29                                                                    | 27                                                                    | 22                                                                    | 28                                                                    |
| Zdroj: Čínský meteorologický úřad                                     |                                                                       |                                                                       |                                                                       |                                                                       |                                                                       |                                                                       |                                                                       |                                                                       |                                                                       |                                                                       |                                                                       |                                                                       |                                                                       |